# 1108 en santé et médecine
| Années de la santé et de la médecine : 1105 - 1106 - 1107 - 1108 - 1109 - 1110 - 1111    |
| Décennies de la santé et de la médecine : 1070 - 1080 - 1090 - 1100 - 1110 - 1120 - 1130 |

Cet article présente les faits marquants de l'année 1108 en santé et médecine.

## Fondations
- Fondation par Gilbert Ier, vicomte de Millau, d'un hôpital « pour le soutien des pauvres », qui donnera son nom à L'Hospitalet-du-Larzac[1].
- Fondation à Péronne, en Santerre, d'une maladrerie « située à l'extrémité nord du village de Sainte-Radegonde[2] ».
- « Gautier Mal-Oiseau, chanoine de Saint-Laurent-en-Lyons, compagnon de Hugues de Saint-Jovinien, fonde une maladrerie près de la ville de Bolbec », en Normandie[3].
- Fondation d'une maladrerie à Chatham, dans le Kent[4].
- Vers 1108 :
  - « L'évêque Étienne institue dans sa ville de Huesca une domus elemosinaria [« maison d'aumône »] « pour l'entretien des pauvres[5] » ».
  - Ganna, dame de Dinan, épouse d'Olivier Ier, fait construire dans le cimetière de l'église de Saint-Malo un hôpital qui sera transféré à la porte de Brest, et réuni à l'hôpital général à sa création en 1685[6].

## Divers
- Une charte de Louis VI le Gros « conseille l'isolement des lépreux[7] ».
- Entrée en éruption du volcan Asama, au Japon, qui serait à l'origine de la grave famine qui a sévi les années suivantes en Europe occidentale (Irlande, Allemagne, France du Nord) et qu'Orderic Vital a documentée en France dans son Historia ecclesiastica[8],[9].

## Publications
- L'empereur de Chine Huizong approuve la deuxième édition, due à l'archiatre Ai Tcheng, du Jingshi Zhenglei Beiji Bencao[10] (« Matière médicale d’urgence, classifiée et annotée, basée sur les ouvrages classiques et historiques »), importante encyclopédie publiée en 1082 par le médecin Tang Shenwei[11],[12].
- 1107-1108 : le médecin chinois Zhu Gong achève le Leizheng huoren shu (« Traité des cas classifiés en vue de la sauvegarde de la vie[13],[14] ».

## Personnalités
- 1108-1126 : fl. Guy, « médecin, cité dans une charte de l'abbaye de Montier-en-Der », en Champagne[15].
- 1108-1141 : fl. Salomon, médecin, probablement d'origine juive et, selon Chéreau dans le Dictionnaire de Dechambre, au service de Philippe Ier, roi de France[16],[15].

## Littérature
- Sandrine Biyi fait naître « à Jérusalem en 1108[17] » Brunissende des Aygues, personnage principal de son roman historique La Dame de La Sauve, qui n'est pas seulement « miresse à ses heures perdues », mais médecin personnel de Guillaume IX, duc d'Aquitaine[18].